# محمد الدولة
محمد جودي بن دولة بن عمران البدري السامرائي المشهور بـمحمد الدولة (1895 - 1961) شاعر عراقي. ولد في مدينة سامرّاء وتعلّم فيها وتخرّج بمدرستها العلمية الدينية ثم عين معلمًا على الملاك الابتدائي. له شعر كثير جيّد نظمه في مناسبات مختلفة وفي مواضيع متنوّعة. توفي في مسقط رأسه. له قصائد ومقطوعات في كتاب تاريخ شعراء سامرا وديوان شعر مخطوط.

## سيرته
ولد 'محمد جودي بن دولة بن عمران البدري في مدينة سامراء بالعراق سنة 1313 هـ/ 1895م. تعلم القرآن في الكتاتيب، ودخل المدرسة الرشدية في العهد العثماني، وتخرج في المدرسة العلمية في سامراء حيث درس على كبار علمائها، ونال شهادة دار المعلمين الأولية من وزارة المعارف. عمل معلمًا في مدرسة بعقوبة الابتدائية، ومعلمًا في سامراء، ثم مديرًا حتى تقاعده سنة 1951.

له نشاط اجتماعي وثقافي في مدينته، وأسهم بالشعر الحماسي في المناسبات المختلفة.

توفي في مسقط رأسه سنة 1381 هـ/ 1961 م.

## شعره
له قصائد ومقطوعات في كتاب تاريخ شعراء سامرا وله ديوان شعر مخطوط. ذكره عبد العزيز البابطين في معجمه وقال«شاعر مناسبات يسير على نهج الشعراء التقليديين، كتب قصائد في المناسبات أهمها: قصيدة ذكرى مولد النبي وكتب أيضًا في الرثاء، وله قطعة حكمية يشكو فيها فعل الأيام وقسوتها على العباقرة والأدباء. كان متأثرًا بشعراء التراث في ألفاظه وصوره ومعانيه، لغته واضحة، التزم الوزن والقافية الموحدين.»  من شعره بعنوان ظلم الزمان: